# Sirhan Sirhan
Sirhan Bishara Sirhan (Arabisch: سرحان بشارة سرحان) (Jeruzalem, 19 maart 1944) schoot op 5 juni 1968 de Amerikaanse senator Robert F. Kennedy dood in het Ambassador Hotel in Los Angeles.

## Jeugd
Sirhan Sirhan kwam uit een Palestijns-christelijk gezin. Toen hij twaalf jaar was, emigreerde het gezin naar de Verenigde Staten om in New York te gaan wonen. Niet lang daarna verhuisde de familie naar Californië, waar ze eerst in Altadena en later in Pasadena woonden.

## Moord op Robert Kennedy
Robert Kennedy, die presidentskandidaat was, had zojuist de voorverkiezingen in Californië en South Dakota gewonnen. In het Ambassador Hotel had hij een groep aanhangers toegesproken en hij was van plan nog een persconferentie te houden. Op weg daarheen werd hij beschoten. Hij werd driemaal geraakt: eenmaal in zijn hoofd en tweemaal bij zijn oksel. Op 3 maart 1969 bekende Sirhan Kennedy te hebben vermoord. Nog vóór de moord, die plaatsvond toen Kennedy bij de achteruitgang van het hotel het personeel de hand schudde, schreef Sirhan in zijn dagboek: "Robert F. Kennedy moet neergeschoten worden op uiterlijk 5 juni 1968". Direct na de moord beweerde hij zich er niets meer van te herinneren. Hij verklaarde dat hij onder hypnose was geweest.

## Proces
De openbaar aanklager in het proces tegen Sirhan was voormalig luitenant Lynn 'Buck' Compton (ook bekend van de televisieserie Band of Brothers).  
Herbert Spiegel, een door zijn advocaat geraadpleegde specialist, beweerde dat Sirhan Sirhan waarschijnlijk onder de invloed van hypnose verkeerde. Verder verschenen er meerdere artikelen die vertelden dat Sirhan Kennedy niet doodgeschoten kon hebben. In zijn woning werden echter geschriften gevonden, het hierboven genoemde dagboek, waarin Sirhan Kennedy doodwenste omdat die, zo meende Sirhan, te veel partij voor Israël trok. Voor de onderzoekers was de zaak rond. Sirhan werd aangeklaagd voor moord.  
Op 17 april 1969 stond Sirhan terecht en hij werd zes dagen later veroordeeld tot de doodstraf, maar nadat de doodstraf door het Hooggerechtshof van Californië in 1972 ongrondwettelijk was verklaard, werd die omgezet in levenslange gevangenisstraf. Theoretisch kon Sirhan voorwaardelijk worden vrijgelaten, maar in maart 2011 werd een verzoek hiertoe (het dertiende) afgewezen. In 2016 werd het vijftiende verzoek afgewezen. Vrijlating of heropening van zijn proces werden dan ook niet verwacht, ondanks de herhaalde roep om een nieuw onderzoek naar de moord en de rol van Sirhan daarbij.

## Gevangenis
Sirhan zat zijn straf uit in de Richard J. Donovan Correctional Facility in San Diego County. Op 30 augustus 2019 werd hij neergestoken in een van de open ruimtes van de gevangenis. Daarna werd hij naar een ziekenhuis gebracht, het Scripps Mercy Hospital. De aanvaller werd meteen geïdentificeerd.

## Aanbevolen vrijlating
Op 27 augustus 2021 werd Sirhan, met instemming van Kennedy’s nabestaanden, door een reclasseringscommissie voor voorwaardelijke invrijheidstelling voorgedragen. De gouverneur van Californië heeft daarin het laatste woord en moest zich daarover nog uitspreken en ging daar in januari 2022 niet in mee.